# Brian Levine
Brian Levine (Città del Capo, 20 agosto 1958) è un ex tennista sudafricano.

## Carriera
In carriera ha vinto 2 titoli di doppio. In questa specialità ha raggiunto la 44ª posizione della classifica ATP, mentre in singolare ha raggiunto il 180º posto.

## Statistiche

### Doppio

#### Vittorie (2)
| Numero | Anno              | Torneo                  | Superficie | Compagno          | Avversari in finale           | Punteggio |
| 1.     | 15 gennaio 1984   | Heineken Open, Auckland | Cemento    | John Van Nostrand | Brad Drewett Chip Hooper      | 7–5, 6–2  |
| 2.     | 17 settembre 1984 | Tel Aviv Open, Tel Aviv | Cemento    | Peter Doohan      | Colin Dowdeswell Jakob Hlasek | 6–3, 6–4  |

### Doppio

#### Finali perse (2)
| Numero | Anno             | Torneo                          | Superficie | Compagno      | Avversari in finale            | Punteggio     |
| 1.     | 24 dicembre 1984 | South Australian Open, Adelaide | Erba       | Peter Doohan  | Broderick Dyke Wally Masur     | 6-4, 5-7, 1-6 |
| 2.     | 16 marzo 1986    | Milan Indoor, Milano            | Sintetico  | Laurie Warder | Colin Dowdeswell Christo Steyn | 3-6, 6-4, 1-6 |